# Vladimir Nazor

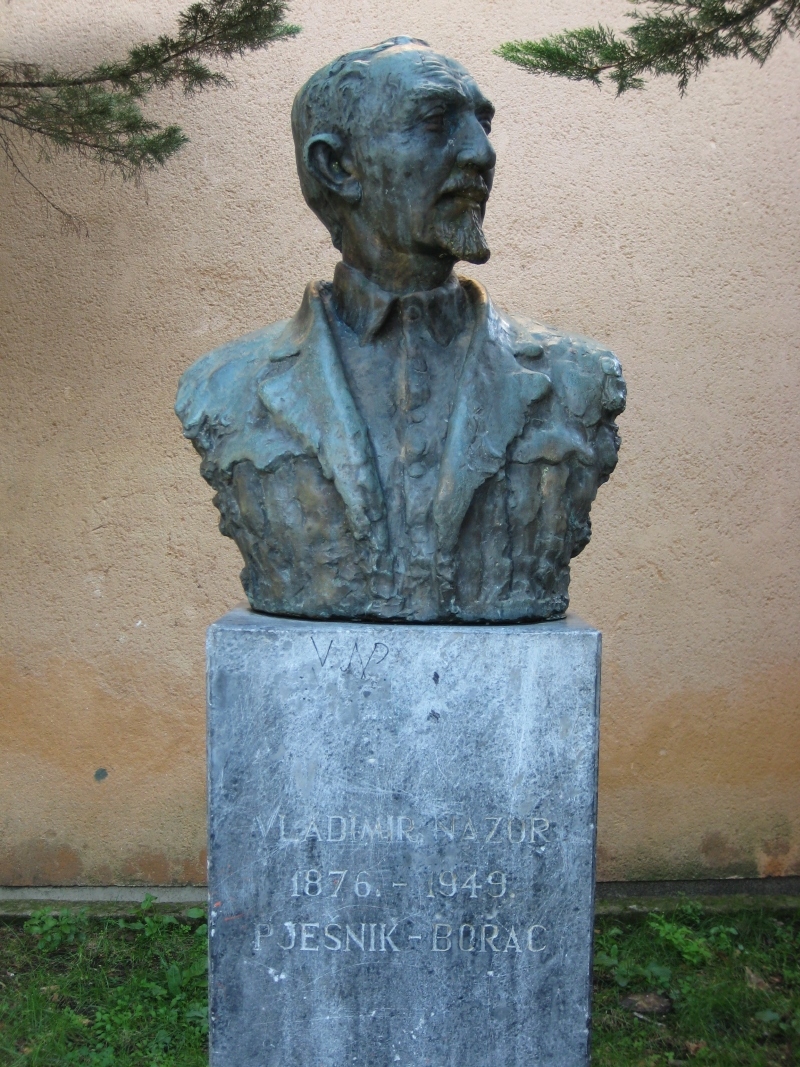
Vladimir Nazor

Vladimir Nazor, född 30 maj 1876 i Postira på ön Brač, Kroatien (i dåvarande Österrike-Ungern), död 19 juni 1949 i Zagreb, Kroatien (i dåvarande Jugoslavien), var en kroatisk författare.
Han skrev mest om sin hembygd, Brač, men mest känd är han för eftervärlden om sitt medlemskap i partisanerna (upprorsrörelsen mot nazismen i Jugoslavien). Efter kriget blev han president i SR (Socialistrepubliken) Kroatien.
Jadrolinija har en färja uppkallad efter honom.